# Галактика Гутенберга
«Галактика Гутенберга. Становление человека печатающего» — один из самых значительных и самый известный труд Маршалла Маклюэна, литературоведа, социолога, культуролога, известного представителя техницизма в философии культуры. Книга была впервые опубликована в 1962 году. В ней изучаются следующие вопросы:
- Что такое человек печатной культуры («человек Гутенберга»);
- Как СМИ, в первую очередь печатные, повлияли и продолжают влиять на человеческое сознание;
- Каким образом массовая коммуникация превращает мир в «глобальную деревню» (англ. Global village).

Термин «Глобальная деревня» вошел в массовое сознание именно благодаря этой книге Маклюэна. Глобальная деревня — явление, при котором весь мир под влиянием электронных технологий, технологий коммуникаций, превращается в некое подобие деревни, буквально становясь меньше и наделяя своих жителей «деревенским» образом мышления.
Позже, в своих последующих трудах, таких как «Понимание медиа» (англ. Understanding media), развивая концепт «Глобальной деревни», Маклюэн вводит ещё один важный термин «Глобальный театр» (англ. Global theater), суть которого состоит в переходе «человека массы» от потребления к производству информации.
Термин «Глобальный театр», по мнению Маклюэна более полно отражающий реальность современного общества, для него предпочтителен, и поэтому именно он фигурирует в последующих работах ученого.
Наборный шрифт, сделавший возможным точное и быстрое воспроизведение текстов, продвинул общество к однородности и повторяемости уже ввиду возникновения перспективистического искусства и требований единственной «точки зрения». Маклюэн пишет:
«Ибо мир визуальной перспективы — это мир единого и однородного пространства. Такой мир чужд резонирующему многообразию звучащих слов. Поэтому искусство слова последним приняло визуальную логику Гутенберговой технологии, и оно же первым перестроилось в век электричества.»
Согласно Маклюэну, изобретение печатного станка послужило толчком к становлению современного человека в большей степени, чем что-либо иное. Язык определяет сознание, и именно процессы унификации языка с помощью изобретения Гутенберга создают новый формат мышления человека, который присутствует и сегодня, несмотря на дальнейшие его трансформации:
«Рукописная культура была не способна стабилизировать язык или превратить его в унифицирующее средство общенационального общения. Медиевисты утверждают, что в средние века словарь латинского языка был невозможен, поскольку средневековый автор был совершенно свободен в определении своих терминов, сообразовывая их лишь с меняющимся живым контекстом. Ему бы попросту не пришло в голову, что значение слова может быть закреплено с помощью какого-нибудь лексикона.»

## Мозаичный формат
Маклюэн выбирает для своей книги особый формат, представляющий собой непрерывный текст с фиксирующими основные идеи и выводы афористичными включениями. Сам Маклюэн называет такой формат «мозаикой», которая является отраслевым подходом к проблемам, служащим для рассмотрения предмета анализа в контексте той или иной области знания.

### Содержание
Книга состоит из пяти частей:
- Пролог;
- Галактика Гутенберга;
- Новая конфигурация галактики;
- Библиография;
- Именной указатель.

### Пролог
Пролог является дополнением и своеобразным ответом на книгу Альберта Б. Лорда «Сказитель» («Singer of Tales»), который исследует Гомера и доказывает, что изначально его поэмы создавались в дописьменной традиции. Именно через это исследование Гомера Маклюэн подходит к основной цели своей книги:
«Цель „Галактики Гутенберга“ — проследить, каким образом сначала фонетический алфавит, а затем книгопечатание изменили формы опыта, мировоззрения и самовыражения.»

### Галактика Гутенберга
Основная часть, собственно «Галактика Гутенберга», являет собой условное представление Маклюэна о становлении и развитии цивилизации, разделенное им на четыре этапа:
1. культура дописьменного трайбализма;
2. рукописная культура;
3. печатная культура;
4. электронный век.

Образ «Короля Лира»
На примере шекспировского «Короля Лира» Маклюэн объясняет читателю, как образовывалась галактика Гутенберга. В этом произведении он находит наглядные примеры смены парадигм, таких как коллективизм и индивидуализм, централизация и специализация, мир ролей и мир должностей и т. д.
Шизофрения человека, принадлежащего культуре западного типа
Через образ шизофрении Маклюэн говорит о человеке западной культуры. Основной причиной «шизофрении» стало возникновение письменности, так как именно она спровоцировала отделение мысли от действия: человек дописьменной культуры, овладевший грамотностью, является шизофреником по причине двоякого восприятия реальности одновременно устно и письменно.
Точка зрения
Частная, или индивидуальная, точка зрения является «общим законом» для общества печатной культуры в отличие от рукописной. Печатная культура, будучи культурой визуальной, «ведет к объективной выраженности, однородности и последовательности в живописи, поэзии, логике и историческом описании».
Алфавитный человек и десакрализация его образа существования
Указывая на два образа человеческого бытия в мире, Маклюэн говорит о переходе письменного в статус сакрального при одновременной десакрализации реальности. Объект десакрализации — повседневная устная реальность; происходит трансформация раздвоения реальности, когда одна из частей (устная традиция) десакрализуется до уровня Хаоса, в то время как другая, письменная, принимает на себя роль Порядка, фиксируя священные тексты.
Дихотомия чтение-пение
Несмотря на низовой уровень устной культуры, такой её элемент, как запоминание прочитываемого наизусть через проговаривание, заучивание, пение является характерной для Средневековья ступенью эволюции восприятия реальности.
Уровни значения письменного текста для «устного» человека
«Устного» человека характеризует иное восприятие письменного текста, нежели для человека письменной культуры. Для него существуют четыре уровня толкования текста, что формирует четыре уровня его знания: он воспринимает их одновременно, а не последовательно.

#### Печатный станок
История появления печатного станка ведет читателя от дописьменного племенного человечества к электронному веку. Согласно Маклюэну, изобретение печатного станка в огромной степени ускорило, усилило и облегчило наступление культурных и когнитивных перемен, которые уже начали происходить с возникновением алфавита, под которым Маклюэн имеет в виду фонематическую орфографию. (Маклюэн осторожен в различении фонетического алфавита и логографической/логограмической систем письма, как иероглифов и идеограмм).
Печатная культура, которой положило начало изобретение печатного станка Гутенберга в середине XV века, ознаменовало переход к превосходству в культуре визуального над устным.
Основное понятие, синтезируемое Маклюэном в процессе его рассуждений — понятие о том, что новые технологии (такие как алфавиты, печатные станки, даже речь сама по себе) оказывают значительный эффект на познавательную способность, которая в свою очередь влияет на социальную организацию: печатные технологии меняют наши привычки восприятия («зрительное обезличивание опыта»), которые оказывают влияние на социальное взаимодействие. Согласно Маклюэну, возникновение печатной технологии поспособствовало и сделало возможным появление большинства значимых течений Нового времени в западном мире: индивидуализма, демократии, протестантизма, капитализма и национализма. По мнению Маклюэна, все эти течения отражают принцип печатной технологии — принцип «сегментации действий, функций и ролей распространяется повсюду, где только возможно.»

#### Электронный век
Переходя к описанию электронного века, Маклюэн развивает свой концепт «глобальной деревни». Временами этот термин описывается в «Галактике Гутенберга» как имеющий отрицательные коннотации, но сам Маклюэн был заинтересован в изучении его эффектов, не делая оценочных суждений:
«Вместо того, чтобы превратиться в колоссальную Александрийскую библиотеку, мир стал компьютером, электронным мозгом, именно так, как это описывается в непритязательной научной фантастике. И по мере того как наши чувства выходят наружу, Большой Брат проникает вовнутрь. Поэтому если мы не сумеем осознать эту динамику, то в один прекрасный день окажемся погруженными в атмосферу панического страха, приличествующую тесному мирку племенных барабанов с его всеобщей взаимозависимостью и вынужденным сосуществованием.
(…) Страх — это нормальное состояние любого устного общества, поскольку в нём постоянно все действует на все. (…) Несмотря на то что единство чувственности, эмоций и мышления уже давно составляет предмет ностальгии западного мира, мы так же не готовы к тому, чтобы принять связанный с таким единством племенной характер культуры, как некогда оказались не готовы к фрагментации человеческой психики, обусловленной печатной культурой.»
Ключ к суждению Маклюэна — идея о том, что технология не имеет моральной направленности per se (по существу) — это инструмент, который подстраивает индивида под себя, а следовательно, и самопонимание и самореализацию общества:
«Очевидно, что речь здесь идет о различии технологий, а потому вовсе нет необходимости вести моральные дискуссии, тем более, что в моральных проблемах никогда не бывает недостатка. (…) Книгопечатание — высшая фаза алфавитной культуры, которая ведет к отлучению индивида от родового и коллективного мировосприятия. Печатный текст максимально усиливает визуальные черты алфавита и таким образом доводит индивидуализирующее воздействие фонетического алфавита до такой степени, которая была недоступна рукописной культуре. Книгопечатание — это технология индивидуализма. И если в наше время этой визуальной технологии предстоит претерпеть модификацию под натиском электрической технологии, то такая же участь ожидает и индивидуализм. Выдвигать по этому поводу моральные претензии — все равно что винить молоток за то, что он попадает по пальцам. „Но, — может возразить кто-нибудь, — мы ведь не знали о том, что может произойти“. Однако даже собственную недальновидность не стоит возводить в предмет нравственных разбирательств. Разумеется, это серьёзная проблема, но не моральная. И было бы хорошо, если бы нам удалось хотя бы частично развеять тот моральный туман, который окружает вопрос о технологиях. От этого выиграла бы прежде всего моральная сторона дела.»
Эта моральная значимость эффектов, оказываемых технологией на познавательную способность, по Маклюэну — вопрос перспективы. В частности, Маклюэн сравнивает страх и отвращение, которые провоцировало в 17-м веке растущее количество книг, с современным беспокойством по поводу «смерти книги».

## Критика и альтернативные точки зрения
Маклюэн часто цитирует книгу Уолтера Онга «Рамус, метод и упадок диалога: От искусства дискурса до искусства убеждения» (Ramus, Method, and the Decay of Dialogue: From the Art of Discourse to the Art of Reason,1958), которая и подтолкнула его к написанию «Галактики Гутенберга». Онг написал очень положительную рецензию на книгу Маклюэна в журнале «Америка». Позже Онг высказался в более сдержанном ключе, охарактеризовав книгу как «колоритное исследование, не учитывающее некоторые научные детали, но не имеющее равных в осмыслении развития и глубины культурных и психологических изменений, которые повлек за собой переход от безграмотности к печати и дальше.»
«Галактика Гутенберга» выиграла высшую канадскую литературную премию, the Governor-General’s Award for Non-Fiction, в 1962-м году. Председателем жюри был коллега Маклюэна по Университету Торонто и его противник в интеллектуальных стычках Нортроп Фрай.
Один из первых критиков «Галактики Гутенберга» Альфред Альварес (Alfred Alvarez), пытаясь передать её противоречивый характер, писал об этом труде: «Живое, незаурядное и маргинальное (не соответствующее принятым нормам) умозаключение средневекового логика, который отказался от теологии в пользу социологии и знает все о технологиях современной рекламы». Однако не все исследователи согласны с мнением Альвареса. В частности, И. Б. Архангельская пишет: "Маклюэн никогда не отказывался от томизма. В «Галактике Гутенберга», как и во многих других работах канадского ученого, ощутимо влияние Фомы Аквинского (его имя и труды упоминаются около десяти раз). Ряд проблем в области коммуникации МакЛюэн рассматривает как социолог и историк, в некоторых главах он предстает в роли литературного критика, но иногда он выступает в качестве ученика Фомы Аквинского и комментатора его трудов.
По мнению В. П. Чумаковой, произведенные Маклюэном наблюдения недостаточно системны и последовательны: три первые книги «Механическая невеста: фольклор индустриального человека» (1951), «Галактика Гутенберга: становление человека печатающего» (1962) и «Понимание медиа: внешние расширения человека» (1964) — это, продолжая использовать язык космоса, «три атласа звездного неба» исторических периодов развития культуры. В них почти нет толкований, а имеющиеся объяснения зачастую не выдерживает критики, но значимость этих книг заключается в том, что в них Маклюэн попытался собрать разнородные сведения о всех возможных проявлениях медиа.

## Галактика Маклюэна
Дальнейшее развитие идеи Маклюэна получили в книге «Галактика Маклюэна» Мануэля Кастельса. Галактика Маклюэна представляет собой конец «Галактики Гутенберга» и образует переход к Интернет-галактике, которая, в свою очередь, во многом ассоциируется с конструкцией, обозначенной другими авторами, например, в концепте «Галактики Тьюринга».